# Golden Sun : L'Âge perdu
 (décembre 2018).
Si vous disposez d'ouvrages ou d'articles de référence ou si vous connaissez des sites web de qualité traitant du thème abordé ici, merci de compléter l'article en donnant les références utiles à sa vérifiabilité et en les liant à la section « Notes et références ».
Golden Sun : L'Âge perdu (黄金の太陽 失われし時代, Ōgon no Taiyō: Ushinawareshi Toki) est un jeu vidéo sorti en 2003 sur Game Boy Advance. Il s'agit du second épisode d'un jeu de rôle en deux parties, le premier s'appelant Golden Sun sorti un an plus tôt, également sur Game Boy Advance.
Un troisième opus, Golden Sun: Obscure Aurore, se déroulant 30 ans plus tard est sorti sur Nintendo DS en 2010.

## Trame

### Synopsis
Le joueur incarne Pavel, Lina, Cylia et Piers, accompagnés du vieil alchimiste Thélos.
Le jeu commence là où s'arrête le premier épisode. Dans le but opposé du premier opus, il faut allumer les deux phares restants pour briser le sceau qui emprisonne le pouvoir de l'Alchimie et ainsi ramener le monde dans un âge d'or. Alors que dans le premier épisode, il était question d'empêcher les phares de briller afin d'empêcher la destruction du monde.
De prime abord trois, à savoir Pavel, Lina et Cylia, le groupe fait de Piers (mystique affilié a l'eau) un allié plus tard dans le jeu.
En effet, après avoir remis le bateau en marche et après avoir découvert que pour aller à Lémuria, il fallait d'abord vaincre Poséidon, responsable des courants marins dont la vitesse de chacun est élevée, à l'aide du Trident d'Ankhol et alors que le groupe parvient à rentrer dans Lémuria, Piers découvre que sa mère est morte d'une maladie, mais rejoindra Pavel et les autres au Palais, ainsi que Lunpa.
Ici, la vérité sera révélée sur le fait que les phares doivent être allumés : sans l'énergie des phares, Weyard se meurt petit à petit, tandis que le contraire pourrait le sauver, mais à des conséquences dramatiques. Malgré tout, le groupe de Pavel se dirige en Hésperie, afin d'apprendre la psynergie «Flotter», psynergie qui sera nécessaire au Phare de Jupiter.
Alors qu'ils s'y trouvent, ils voient Vlad et son groupe en difficulté contre Agatio et Karstine. Dès lors que le phare est allumé, les deux héros rentrent à Contigo afin d'expliquer pourquoi Pavel a agi ainsi. Comprenant qu'ils doivent sauver le monde en allumant les 4 phares, Vlad et son équipe rejoignent celle de Pavel et des autres.
Alors qu'ils se dirigent vers le Phare de Mars, Pavel, Vlad et Thélos révèlent aux chefs du village de Prox que Salamandar et Phoenixia sont morts au cours du combat au sommet du Phare de Vénus contre Vlad et son équipe. Malgré tout, ils parviennent à la zone centrale du Phare de Mars, mais leur chemin est interrompu par Agatio et Karstine, changés en dragon par l'Inexorable. Durant leur dernier souffle, ces derniers supplient Pavel de rallumer le Phare de Mars qui lui le réchauffe avec l'étoile de Mars.
Arrivés au sommet du Phare, l'Inexorable les attend et est surpris de voir que Vlad et Garet ont décidé d'allumer les phares également. Après lui avoir dit qu'ils ne renonceraient pas à allumer le dernier phare et que l'Inexorable leur explique qu'en continuant, ils formeront le Soleil d'Or dont la lumière s’abattra directement sur le Mont Alpha, ce dernier exige cependant qu'ils doivent d'abord battre un miracle : un dragon à 3 têtes. Avant que le combat commence, Thélos comprend que le dragon à 2 têtes était la fusion de Salamandar et de Phoenixia et, par déduction, que celui-ci n'était autre que les 3 victimes du rocher d'il y a 3 ans auparavant : le père de Vlad et les parents de Lina et Pavel. Lorsque tout le groupe le remarqua, ils tentèrent de les sauver. Malgré tout, Pavel allume le Phare de Mars, ce qui a pour conséquence de rétablir les 3 victimes.
Au moment de quitter Prox, Vlad et Pavel se demandent pourquoi l'Inexorable a transformé leurs parents et père en dragons. Thélos suppose qu'il les a testés pour savoir si Vlad était prêt à utiliser l'Alchimie pour le bien ou le mal.
Après ces événements, Alex, qui a reçu le rayon du Soleil d'Or, se croit invincible, jusqu'à ce que l'Inexorable le mette à terre facilement. Ce dernier lui explique qu'il a placé l'essence du Soleil d'Or dans l'étoile de Mars que contenait Vlad. Alors que le Mont Alpha s'effondre, Alex "meurt" et le groupe arrive à Val, pour découvrir que leur village natal a été entièrement détruit. Mais la surprise fut de taille car tout le monde a survécu : en effet, l'Inexorable avait averti tout le monde de s'éloigner des 4 Phares et les avait prévenu que la venue du Soleil d'Or allait avoir des conséquences dévastatrices, donc de trouver refuge. L'histoire se finit par les retrouvailles de tout le monde.

### Personnages
Jouables
- Pavel : Mystique de Vénus. Convaincu lors de son long enlèvement de la nécessité d'allumer les Phares élémentaires, Pavel cherche à allumer le Phare de Jupiter et de Mars dans l’espoir de faire revenir l'Alchimie dans le monde et libérer ses parents toujours retenus en otage par les Proxiens.
- Lina : Mystique de Mars. Sœur de Pavel, depuis qu'elle a retrouvé ce dernier, elle l'accompagne et le soutient dans sa quête.
- Cylia : Mystique de Jupiter. Elle appartenait à la Tribu d'Anémos qui, lors de leur envol dans les cieux avec leur navire immense, a laissé tomber Cylia dans le vide, qui s'est retrouvée à Lalivero où elle a été adoptée. D'abord retenue en otage par Salamandar et Phoenixia pour empêcher le groupe de Vlad de les gêner dans leurs plans, et afin d'avoir une mystique de l'Air avec eux, Cylia, après la mort de ses ravisseurs, chute du Phare de Vénus lors du tremblement de terre. Pavel saute alors pour la sauver, et ils survivent, et Cylia décide en retour d'aider le groupe à allumer les Phares restants, étant elle aussi convaincue de la nécessité de faire retourner l'Alchimie dans Weyard.
- Piers : Mystique de Mercure. Marin originaire de Lémuria, la cité mythique où la jeunesse est perpétuelle. Tolbi, le père de Babi, le seigneur de Gondowan, avait réussi à trouver Lémuria mais avait volé l'un de ses navires alchimiques (qu'il confie à son fils qui le confiera à Vlad par la suite), ce qui avait déclenché la colère de Poséïdon, le gardien protecteur de Lémuria, qui, dans sa fureur, avait décidé d'engloutir la ville sous les flots. Heureusement, un champ de force avait été créé par les Lémuriens pour sauver ce qui restait. À la suite d'un oracle du roi, et repoussé par la fureur de Poséidon, Piers décide de partir lui aussi avec un bateau pour parcourir le monde et rechercher certaines personnes. Victime du raz-de-marée provoqué par le séisme de Vénus, lui et son bateau se retrouvent projetés contre la côte d'Alhafra. Il est alors capturé, pris pour l'un des pirates de Briggs, mais l'aide de Pavel et ses amis finit par le faire libérer. À la suite de cela, Piers accepte de les accompagner en leur prêtant son navire, qui leur permet de voguer à travers les mers et découvrir les nouveaux continents de Weyard, dont Lémuria.
- Vlad : Mystique de Vénus. Toujours convaincu de la nécessité d'empêcher Pavel et consorts d'allumer les Phares, il décide lui aussi avec les siens de partir protéger les phares restants. Lui aussi possède désormais le navire lémurien, et, contrairement à Golden Sun 1, Vlad ne sera jouable qu'en seconde partie d'aventure, pouvant même être échangé avec d'autres mystiques lors des combats. Finalement, il comprend la quête de Pavel et des Proxiens, et décide de les aider à allumer les phares.
- Garet : Mystique de Mars. Toujours auprès de son ami d'enfance Vlad.
- Sofia : Mystique de Mercure. Elle reste auprès des trois autres garçons et poursuit leur quête.
- Ivan : Mystique de Jupiter. Il reste auprès du groupe.

Non-jouables
- Thélos : Etudiant en alchimie de Val, son âge canonique ne l'empêche pas de parcourir tout Weyard en compagnie des guerriers mystiques. Ses connaissances sont précieuses et aident le groupe de Pavel à progresser plus avant dans leur quête. Thélos avait été enlevé par Salamandar, Phoenixia et Alex afin de faire pression sur Pavel et Lina pour les forcer à allumer les phares, et également pour tenir les autres guerriers de Val à distance. Cependant, après la mort de Salamandar et Phoenixia, Thélos, Pavel et Lina se retrouvent seuls avec Alex, puis sont séparés de lui après le tremblement de terre subséquent à l'allumage du Phare de Vénus. Thélos aide alors Pavel, Lina, et Cylia (que Pavel a sauvée) à allumer les phares restants, d'abord par peur de représailles concernant Alex mais aussi les parents des mystiques retenus en otage à Prox, mais aussi plus tard par conviction que l'Alchimie doit être restaurée dans Weyard. Thélos apprend notamment dans le jeu la mort de Babi, son ancien maître et tuteur, mais cela ne le démotive pas pour autant de découvrir Lémuria en son nom.
- Briggs : Le chef des pirates de Champa. Il fait régner la terreur le long des côtes de Madra et d'Alhafra, et est amené à apporter son aide au groupe de Pavel, non sans l'avoir d'abord provoqué en duel. En effet, les connaissances maritimes de Briggs aident Pavel et les autres à en savoir plus sur le reste de Weyard, et Obaba, la grand-mère de Briggs, est capable de forger des armes pour les mystiques dans la fournaise de Champa. Le fils de Briggs, Eoléo, semble développer des pouvoirs de Mars dans le jeu. Au départ, Briggs est un brigand responsable de nombreux méfaits, mais il décide de se ranger lorsque le groupe de Pavel le convainc de stopper ses actes de piraterie et de rembourser Alhafra et Madra, et aussi lorsqu'il apprend que l'Alchimie pourrait faire retrouver sa grandeur à Champa et aux Ruines d'Ankohl.
- L'Inexorable : Cet être fait de pierre et ne possédant qu'un seul œil a été créé il y a longtemps pour veiller sur Weyard. Depuis le vol des Etoiles Elementaires, il fait tout pour empêcher le retour de l'Alchimie dans le monde, qu'il juge dangereux et contraire à la punition que méritait Weyard pour ses méfaits, mais ne peut agir que de manière indirecte, puisqu'il ne peut se mêler des affaires des humains. A la fin du jeu, alors que les groupes de Vlad et de Pavel effectuent l'ascension du Phare de Mars, il transforme Agatio et Karstine en dragons pour tenter de faire barrage aux mystiques (ce qui se solde par la mort probable des deux guerriers de Prox), et va même jusqu'à transformer le père de Vlad et les parents de Pavelet Lina en dragon surpuissant à trois têtes, qui est finalement tué par les mystiques. Lorsque ces derniers découvrent les agissements de l'Inexorable, ils le considèrent sans-cœur et cruel, mais non seulement les parents revivent grâce à la lumière du Soleil d'Or et du Phare de Mars, mais en plus il est révélé que l'Inexorable savait cela, et a même protégé les habitants de Val et des villes proches des phares car il savait que des cataclysmes allaient se produire. Les mystiques changent donc d'avis sur l'Inexorable. Lorsque l'Alchimie est restaurée, l'Inexorable met hors d'état de nuire Alex pour lui prouver que tous ses plans n'ont servi à rien, qu'il ne sera jamais immortel ni tout-puissant. Il le laisse alors sur le Mont Alpha qui se détruit sous l'effet du Soleil d'Or, espérant qu'Alex s'en sorte et comprenne que même en ayant les pouvoirs de l'Alchimie, il a encore bien des choses à apprendre.
- Kyle : Le père de Vlad, vraisemblablement tué lors de l'orage du Mont Alpha qui a ravagé une partie de Val. On apprend dans le jeu que Kyle est en fait bien vivant et qu'il a été emmené en otage à Prox pour forcer les guerriers de Val à allumer les phares. Il est très bien traité par les Proxiens et comprend leur désir de survie. Il est transformé en dragon par l'Inexorable à la fin du jeu et meurt sous les coups des guerriers de Val, mais revit grâce à la lumière de Mars et du Soleil d'Or. Il rejoint ensuite son fils et les autres pour reconstruire Val.
- Dora : La mère de Vlad, elle est sauvée elle et les autres habitants de Val par l'Inexorable, qui les prévient que Val va être détruite sous l'effet du Soleil d'Or. A la fin du jeu, elles rejoint son mari et ses enfants et ils reconstruisent Val.
- Parents de Garet : Ils sont sauvés par l'Inexorable qui les prévient que Val va être détruite par le Soleil d'Or. Ensuite, ils retrouvent leur fils et reconstruisent le village avec les autres.
- Parents de Pavel et Lina : Ils étaient crus morts par les habitants de Val après l'orage du Mont Alpha, mais ils ont en fait été emmenés en otage à Prox pour forcer les mystiques à allumer les phares. A la fin du jeu, ils sont transformés en dragon tout comme Kyle, mais revivent sous l'effet de la lumière de Mars et Soleil d'Or. Ils reconstruisent Val avec leurs enfants et les autres par la suite.

### Ennemis
- Agatio : Mystique de Mars. Issu du peuple Proxien, humano-dragon, il cherche à la fois à venger Salamandar et Phoenixia et à forcer Pavel et les autres à terminer ce que leurs anciens ravisseurs ont commencé. Lorsque Vlad et les autres tentent d'empêcher le Phare de Jupiter d'être allumé, lui et Karstine attaquent le groupe, défendu par Pavel et les siens. Plus tard, au Phare de Mars, souhaitant davantage se venger que d'aider le groupe à allumer le Phare de Mars, lui et Karstine se transforment en dragons géants pour les combattre, mais ils perdent finalement.
- Karstine : Mystique de Mars. Issue du peuple Proxien, humano-dragon. Elle cherche à venger la mort de sa sœur Phoenixia, tout en cherchant à accomplir le but des Proxiens qui est d'allumer les Phares Elementaires et de rétablir l'Alchimie dans Weyard pour empêcher les Chutes de Gaïa de désintégrer le village de Prox. Cependant, elle et Agatio, davantage mus par la vengeance, refusent d'aider les guerriers de Val et les combattent au contraire, ce qui les mènera à leur perte.
- Alex : Mystique de Mercure. L'électron libre du Golden Sun 1. Issu d'Imil, tout comme Sofia, Alex a un jour trahi les siens pour rejoindre le but des Proxiens et chercher à rallumer les Phares. Mais en réalité, Alex ne souhaite le retour de l'Alchimie que par soif de pouvoir : il veut accaparer tout le pouvoir du Soleil d'Or pour lui tout seul et devenir immortel et tout-puissant. Finalement, lorsque le Phare de Mars est allumé et que le Soleil d'Or se lève au-dessus du Mont Alpha, Alex l'escalade en vitesse et se tient en dessous afin d'en recevoir toute la puissance du rayonnement. Il se croit alors invincible et tente de tuer l’Inexorable, qui lui prouve que se pouvoirs sont limités, qu'il n'est pas immortel, et que le vrai pouvoir du Soleil d'Or se trouve entre les mains des guerriers de Val. Alors que le Mont Alpha s'écroule et s'enfonce dans la terre, Alex semble ne pas réussir à bouger, encore sonné de l’attaque de l’Inexorable, et sombre, apparemment, dans les profondeurs du sol.

## Système de jeu
Les nouveautés de ce jeu concernent avant tout le scénario et l'atmosphère du jeu ; le gameplay n'ayant que peu évolué[réf. nécessaire].
Le scénario change radicalement de point de vue : Pavel n'a pas comme Vlad une âme de justicier. Ses actions sont dictées par son objectif final et pas par sa bonté d'âme. Cela ne nuit pas à l'immersion du jeu mais le rend plus mature et moins old-school que son prédécesseur. Les Psynergies utilisables hors combat sont plus nombreuses et plus originales, ce qui permet des énigmes plus complexes. Les lieux visités sont plus nombreux et surtout plus marquants, grâce à une bande son de qualité. Deux nouveaux antagonistes, Karstine et Agatio, apparaissent. Ils appartiennent au « Clan du Feu du Nord », comme Salamandar et Phoenixia, et utilisent le feu.
Le jeu reprend en grande partie le gameplay de Golden Sun. L'accent a toutefois été mis sur la partie exploration de cet opus avec la création d'un monde 2 a 3 fois plus grand que celui du premier opus. Néanmoins, quelques innovations sont notables, tel qu'un bateau permettant de se diriger librement sur la mer et dans les rivières. De plus, à un stade avancé du scénario, le groupe de Vlad finit par rejoindre celui de Pavel, ce qui donne un groupe de huit héros, bien que seuls quatre d'entre eux prennent part aux combats.